# Эндрюс, Лоуэлл
Лоуэлл Ли Эндрюс (21 сентября 1940 года — 30 ноября 1962 года) — американский массовый убийца, застреливший в один день своего отца, мать и старшую сестру. Его случай был описан Труманом Капоте в книге «Хладнокровное убийство».

## Биография
Эндрюс родился в семье преуспевающего фермера, владеющего дорогой землей. Лоуэлл был тихим и умным мальчиком, хорошо окончившим школу и позже учившимся на факультете биологии в Канзасском университете. Однажды одна из канзасских газет посвятила ему статью, назвав его «самым милым мальчиком в Уолкотте». Никто не знал, что всё свободное время Лоуэлл проводил за фантазиями о том, как он отравляет ядом свою семью. Убийство семьи, к которой у него не было ненависти, он считал единственным способом самоутвердиться.
Накануне Дня благодарения Лоуэлл Ли был домa на каникулах. Вечером 28 ноября 1958 года его старшая сестра Джинни вместе с родителями смотрела телевизор. Лоуэлл Ли заперся в спальне. Он читал последнюю главу романа «Братья Карамазовы». Закончив читать, он побрился, надел свой лучший костюм и зарядил полуавтоматическую винтовку 22-го калибрa и револьвер. Он прошел по коридору в комнату и выстрелом в переносицу убил сестру наповал, после чего три раза выстрелил в мать и два — в отца. Отец смог доползти до кухни, но Лоуэлл вытащил из кобуры револьвер и выпустил в него все пули, потом перезарядил и сновa выстрелил в него всем, что было. В общей сложности Лоуэлл пустил в отца 17 пуль. Он открыл окно в спальне и порвал на нём сетку, после чего стал ходить по дому и шарить по шкафам, разбрасывая вещи, с целью инсценировать ограбление. Далее Лоуэлл сел за руль отцовской машины и проехал 40 миль до Лоренсa. По пути он остановился на мосту, разобрал своё оружие и выбросил его в Канзас-Ривер.
С целью обеспечить себе алиби Лоуэлл остановился в студенческом общежитии, где проживал во время учёбы, а затем пошёл в кинотеатр, стараясь обратить на себя внимание как можно большего числа людей. После окончания фильма вернулся домой. Там он позвонил в полицию и доложил, что дом ограбили. Приехавшие на место преступления полицейские детективы поразились спокойствию Лоуэлла и сразу заподозрили его в убийстве. Он был арестован, но ни в чём не сознавался. Тогда по просьбе детективов, ведущих дело, ночью в тюрьму приехал священник Вирто Дэймерон, который знал родителей Лоуэлла. Он мягко поговорил с Лоуэллом с глазу на глаз, и в итоге тот признался. Дэймерон предложил рассказать обо всём полицейским. Вскоре Лоуэлл сознался детективам в убийстве.
Вопрос о вменяемости Лоуэлла поставил психиатров в тупик. Было чётко понятно, что он осознавал свои действия и их последствия. Диагнозом подсудимого была лёгкая шизофрения, что, впрочем, не освобождало его от наказания и смертной казни. По приговору суда 30 ноября 1962 года Лоуэлл Ли Эндрюс был повешен в тюрьме для смертников Канзаса.

## В массовой культуре
- Труман Капоте неоднократно приезжал в тюрьму, где содержался Эндрюс, для того чтобы взять интервью у убийц Перри Смита и Дика Хикока. Итогом его поездок стала книга «Хладнокровное убийство», в которой есть небольшой отрезок, описывающий преступление, содеянное Лоуэллом Эндрюсом.
- Позже о жизни самого Капоте было снято два фильма — «Дурная слава» и «Капоте». В обоих фильмах ненадолго появляется персонаж Лоуэлла.